# عملية أوبنهايمر-فيليبس
عملية أوبنهايمر-فيليبس هو نوع من التفاعل النووي الناجم عن الديوترون. في هذه العملية، يندمج نصف النيوترون من الديوترون النشط (نظير مستقر للهيدروجين مع بروتون واحد ونيوترون واحد) مع نواة مستهدفة، محولة الهدف إلى نظير أثقل أثناء إخراج البروتون. مثال على ذلك هو التحويل النووي للكربون-12 إلى الكربون-13.
تسمح العملية للتفاعل النووي أن يحدث عند طاقات أقل مما هو متوقع من حساب بسيط لحاجز كولوم بين الديوترون والنواة المستهدفة. هذا لأنه، عندما يقترب الديوترون من نواة الهدف موجبة الشحنة، فإنه يواجه شحنة استقطاب حيث تكون "نهاية البروتون" بعيدة عن الهدف وتواجه "الطرف النيوتروني" تجاه الهدف. يستمر الاندماج عندما تتجاوز طاقة الارتباط للنيوترون والنواة المستهدفة طاقة الارتباط للديوترون نفسه؛ يتم بعد ذلك طرد البروتون الموجود سابقًا في الديوترون من النواة الجديدة الأثقل.